# فیات سی‌آر.۲۰
فیات سی‌آر. ۲۰ (به انگلیسی: Fiat_CR.20) یک هواگرد از نوع هواپیمای جنگنده ساخت شرکت Fiat است. هواگرد فیات سی‌آر. ۲۰ نخستین پروازش را در ۱۹ ژوئن ۱۹۲۶ میلادی انجام داد. در مجموع، تعداد ۲۷۰ فروند از این هواگرد ساخته شده‌است.
طراح این هواگرد، Celestino Rosatelli بود.